# Donald Dunn

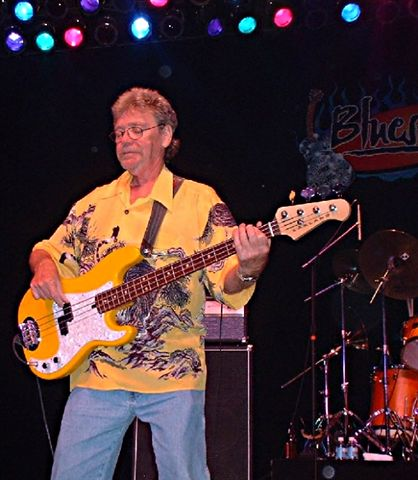
Donald Dunn mit Lakland-E-Bass

Donald „Duck“ Dunn (* 24. November 1941 in Memphis, Tennessee; † 13. Mai 2012 in Tokio, Japan) war ein US-amerikanischer Bassist, Musikproduzent und Songwriter. Er war unter anderem Mitglied der Rhythm-and-Blues-Band The Blues Brothers und wurde dabei vor allem durch seine Auftritte in den Filmen Blues Brothers und Blues Brothers 2000 einem breiten Publikum bekannt.

## Werdegang

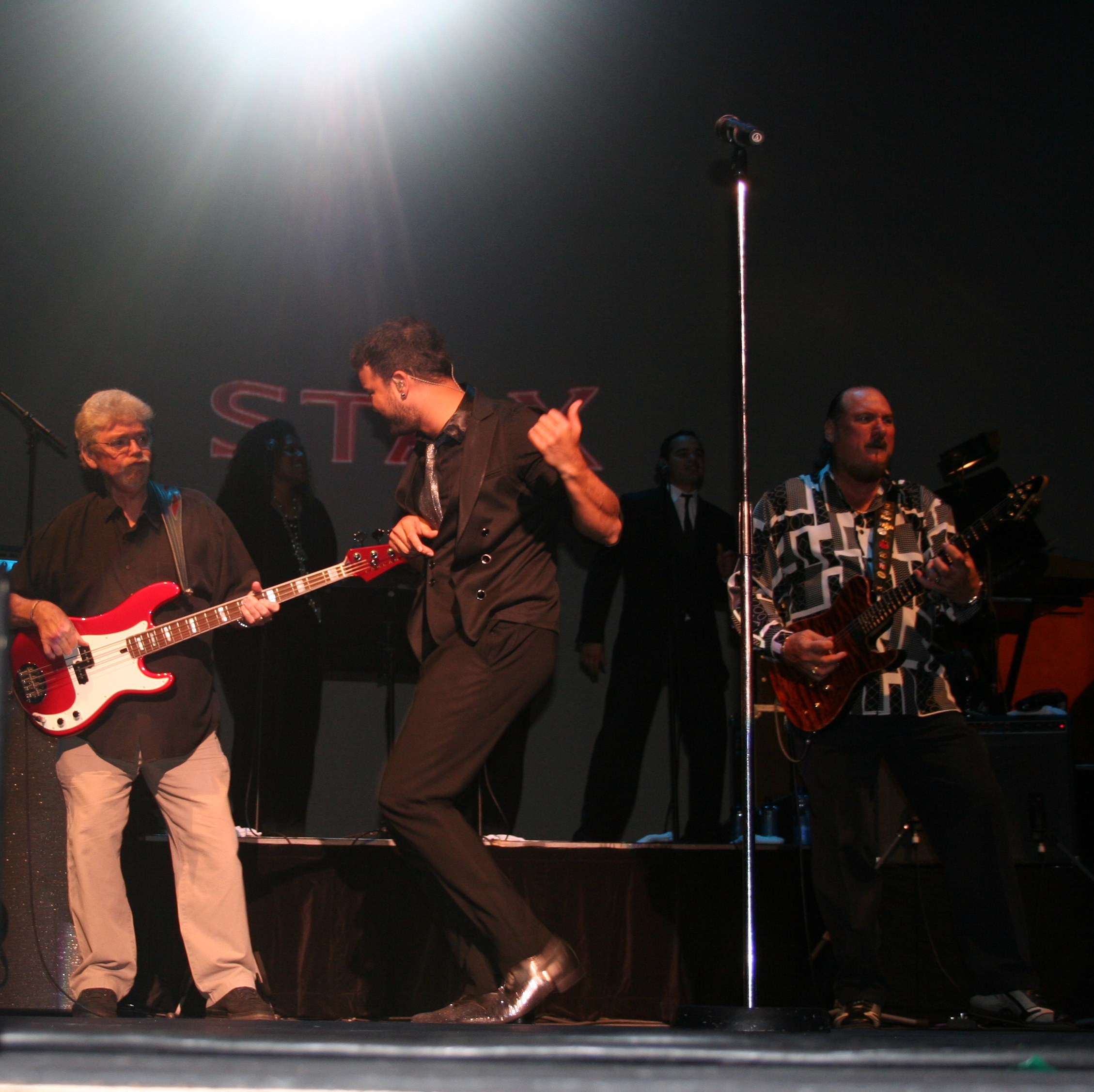
Donald „Duck“ Dunn (links) und Steve Cropper (rechts) auf der Memphis Tour von Guy Sebastian (Mitte) in Australien 2008

In seiner Biographie erzählt Dunn, dass der Spitzname „Duck“ von seinem Vater stamme und dann an ihm einfach hängen geblieben sei. Seine Karriere begann er zusammen mit seinem Jugendfreund, dem Gitarristen Steve Cropper, in der Band The Royal Spades. Dann spielte er zunächst als Bassist bei Ben Branch, später bei den Stax Studios. Er erreichte in den 1960er und 1970er Jahren viele Chartplatzierungen mit den Bands Booker T. & the M.G.’s und den Mar-Keys. Nach seinem Ausstieg bei Stax spielte Dunn als Studio- und Livebassist für Musiker wie Muddy Waters, Freddie King, Albert King, Neil Young, Jerry Lee Lewis und Rod Stewart. Ebenfalls war er Bassist von Eric Clapton, unter anderem bei Live Aid.
Dunn wurde 1992 mit der Band Booker T. & the M.G.’s in die Rock and Roll Hall of Fame aufgenommen und 2007 mit dem Grammy Lifetime Achievement Award ausgezeichnet.
Am Abend vor seinem Tod hatte er einen letzten Auftritt mit Eddie Floyd und Steve Cropper, mit dem er sein Leben lang am engsten zusammenarbeitete. Dunn starb am 13. Mai 2012 in Tokio.

## Equipment
Donald Dunns erster E-Bass war 1958 ein Modell der Firma Kay, er erwarb später im selben Jahr seinen ersten Precision Bass (P-Bass) des Herstellers Fender und spielte auch danach hauptsächlich Bässe vom P-Bass-Typ, unter anderem auch im Film Blues Brothers. 1998 erschien von Fender ein Signature-Modell in „Candy Apple Red“, das technisch an die Precision-Bässe der späten 1950er Jahre angelehnt war.
1999 wechselte er zu P-Bässen des Herstellers Lakland, der ebenfalls ein Signature-Modell auf den Markt brachte. Eine Besonderheit des Lakland Duck Dunn Signature Bass liegt in dem schlankeren Hals, dessen Sattelbreite dem Fender-Jazz-Bass-Hals entspricht und auf einen klassischen Precision-Korpus geschraubt ist.
Dunn war weiterhin Endorser bei der Firma Ampeg und spielte SVT-4PRO-Verstärker und SVT-810E-Boxen.